# Челябинский завод профилированного стального настила
Челябинский завод профилированного стального настила (ЧЗПСН-Профнастил) — первый завод в России, запустивший производство сэндвич-панелей на основе утеплителя из минеральной ваты и пенополиуретана, профнастила и окраски рулонной стали в 1974 году. До 1991 года завод обеспечивал металлопродукцией 60 % промышленных строек Советского Союза. По состоянию на 2019 год входит в холдинг АО «Стройсистема» и является одним из крупнейших российских производителей ограждающих конструкций.
Завод находится на северо-восточной окраине города Челябинск.

## История
Проектирование и строительство завода осуществлялось в соответствии с Постановлением ЦК КПСС и Совета Министров СССР № 383 от 28 мая 1970 года «О мерах помощи Челябинскому тракторному заводу им. В. И. Ленина по переходу на производство гусеничных тракторов Т-130» с целью в сжатые сроки осуществить поставки продукции для возведения новых производственных площадей Челябинского тракторного завода с использованием облегченных металлических ограждающих конструкций. К проектированию завода были привлечены столичные институты «Гипромез (технологическая часть)», «Сантехпроект» и «Тяжпромэлектропроект», а также челябинские институты «Промстройпроект» и «УралНИИстройпроект». Для возведения было привлечено более 600 человек из «Главюжуралстроя». Строительство курировал М. С. Соломенцев. К июню 1973 года план по возведению Челябинского завода профилированного стального настила был выполнен на 114 %.
15 декабря 1973 было окончено возведение производственного комплекса, а 4 февраля 1974 года подписан акт приёмки и запущены первая и вторая линии цеха гнутых профилей, что позволило уже в первом квартале 1974 года получить 22 тыс. тонн профилированного листа. После успешных испытаний линии по производству сэндвич-панелей 23 февраля 1975 года было запущено серийное производство. Для окраски металла в 1976 году на заводе была запущена автоматическая линия покрытий, благодаря которой в 1979 году освоена технология нанесения печатного рисунка под дерево на стальной лист. В 1983 году на Старокамышинском заводе тяжёлого машиностроения был разработан и изготовлен Профилегибочный стан № 3, который позже был установлен на заводе ЧЗПСН-Профнастил. В 1981—1986 годах завод начал выпуск минераловатных плит повышенной жесткости. С 1984 года по 1989 год прошли изменения: освоение арматурного профиля и технологии изготовления двухслойных сэндвич-панелей с покровным слоем из рубероида, внедрение автоматизации производственных процессов. В 1993 году завод был приватизирован, сменив форму собственности на акционерное общество открытого типа «Челябинский завод профилированного стального настила».
В 2001—2005 годах на Челябинском заводе профилированного стального настила прошла модернизация: были приобретены профилегибочные линии № 7 и № 10, оборудование продольно-поперечной резки, конструктивно модернизирован стан № 2. В 2004 году была введена в эксплуатацию автоматизированная линия PU.MA по производству сэндвич-панелей с минераловатными утеплителями, а также возведен новый цех сэндвич-панелей. В 2008—2011 годах произошёл ввод в эксплуатацию цеха производства металлоконструкций, а в 2014 введен в эксплуатацию цех по производству гнутых профилей (ЛСТК). С 2015 года ведется строительство цеха по производству сэндвич-панелей с пенополиуретановым утеплителем (ППУ), а также проводится модернизация линий цеха гнутых профилей и сэндвич-панелей, что помогло расширить номенклатурную линейку производимой продукции: новые виды профилей и гофр, толщин и ширин панелей и профнастила.

## Деятельность
Завод производит стеновые и кровельные сэндвич-панели с наполнителем из минеральной ваты и пенополиизоцианурата, изготавливает металлочерепицу, кровельный, стеновой, армированный и продольно-гнутый виды профнастила, осуществляет окрашивание рулонной стали.
Общая мощность оборудования по производству сэндвич-панелей 11 050 км в год, профнастила 1 270 000 тонн в год, окрашенной рулонной стали 50 500 тонн в год.
В 2019 году Челябинский завод профилированного стального настила входит в десятку крупнейших российских производителей продукции из металла с покрытием.